# Phil Dent
Phil Clive Dent (Sydney, 14 de Fevereiro de 1950) é um ex-tenista profissional australiano. Phil é o pai do ex-tenista Taylor Dent.

## Grand Slam finais

### Simples (1 vice)
| Ano  | Campeonato      | Oponente      | Placar                |
| 1974 | Australian Open | Jimmy Connors | 7–6(7), 6–4, 4–6, 6–3 |

## Torneio Grand Prix finals

### Título (1)
| Ano  | Campeonato | Oponente       | Placar        |
| 1971 | Sydney     | John Alexander | 6–3, 6–4, 6–4 |

## Duplas Mistas (1 título )
| Ano  | Campeonato | Parceira         | Oponentes                 | Placar        |
| 1976 | US Open    | Billie Jean King | Frew McMillan Betty Stöve | 3–6, 6–2, 7–5 |